# Jeremy Wariner
Jeremy Wariner (Irving, 31 de janeiro de 1984) é um velocista norte-americano especializado em corridas de 400 metros rasos, campeão olímpico da prova nos Jogos de Atenas 2004.
Wariner conquistou quatro medalhas olímpicas (três de ouro e uma de prata) e outras quatro de ouro no Campeonato Mundial de Atletismo. Ele é o terceiro principal competidor na história de eventos de 400 metros, com uma marca pessoal de 43,45 segundos.
As primeiras medalhas olímpicas vieram nos Jogos Olímpicos de Verão de 2004, em Atenas, onde conquistou dois ouros em corridas individual e revezamento. No Campeonato Mundial de Atletismo de 2005, em Helsinque, conquistou dois ouros em corridas de 400 metros, novamente individualmente e em revezamento. No Campeonato Mundial de Atletismo de 2007, em Osaka conquistou outros dois ouros; e nos Jogos Olímpicos de Verão de 2008 conquistou um ouro no revezamento e uma prata na corrida individual. Mede 1,83 metros.